# Натрий-фосфатный буфер
Фосфа́тно-солево́й бу́фер (ФСБ, от англ. Phosphate buffered saline, PBS) — буферный раствор, являющийся водным раствором солей, содержащим хлорид натрия, гидрофосфат натрия, хлорид калия и дигидрофосфат калия.
Осмолярность и концентрации ионов в растворе обычно соответствуют концентрациям в теле человека (т.е. данный буферный раствор является изотоническим).

## Приготовление
Существует много способов приготовления фосфатно-солевого буфера. Некоторые формулы не содержат калия, другие содержат кальций или магний.
| Соль    | Концентрация mM | Концентрация г/л |
| ------- | --------------- | ---------------- |
| NaCl    | 137             | 8,00             |
| KCl     | 2,7             | 0,20             |
| Na2HPO4 | 10              | 1,44             |
| KH2PO4  | 1,76            | 0,24             |
| pH      | 7,4             | 7,4              |

Для приготовления 1 литра однократного фосфатно-солевого буфера используют:
- 8,00 г NaCl;
- 0,20 г KCl;
- 1,44 г Na2HPO4;
- 0,24 г KH2PO4;
- растворяют в 800 мл дистиллированной воды;
- доводят pH до 7,4 соляной кислотой или гидроксидом натрия;
- добавляют дистиллированной воды до 1 литра.

Десять литров стокового раствора десятикратного ФСБ можно приготовить растворив 800 г NaCl, 20 г KCl, 144 г Na2HPO4 и 24 г KH2PO4 в восьми литрах дистиллированной воды, доведя далее объём до десяти литров. pH получившегося раствора будет примерно 6,8, но после разведения до однократного ФСБ станет равным 7,4. После приготовления раствора следует проверить значение pH при помощи pH-метра. При необходимости, можно скорректировать pH при помощи соляной кислоты или гидроксида натрия.
Наиболее простым способом приготовления фосфатно-солевого буфера является использование коммерчески доступных таблетированных препаратов. Такие таблетки разводят дистиллированной водой до заданного объема и получают раствор заданной концентрации.
Для клеточных культур раствор должен быть разлит на аликвоты и стерилизован автоклавированием (20 минут при 121 °C, в режиме жидкость). Стерилизация не является необходимой, в зависимости от особенностей использования. Возможно хранение фосфатно-солевого буфера при комнатной температуре, однако для предотвращения размножения бактерий длительное хранение нестерильного буфера рекомендуют осуществлять в холодильнике. Соли в концентрированных стоковых растворах при охлаждении могут выпадать в осадок, поэтому перед применением рекомендуют нагреть концентрированный раствор до комнатной температуры и дождаться полного растворения осадка.

## Применение
Фосфатно-солевой буфер находит широкое применение, так как является изотоническим и нетоксичен для клеток. ФСБ используют для растворения веществ, для ополаскивания контейнеров, содержащих клетки, а также в биологических исследованиях.